# Paul Terrell
Paul Terrell (...) è un imprenditore statunitense, fondatore nel dicembre del 1975 del Byte Shop a Mountain View, in California, uno dei primi negozi al dettaglio di computer della storia.
Nel gennaio del 1976 fu contattato da persone che volevano aprire il proprio Byte Shop. Vennero firmati dei contratti di "franchising", dai quali Terrel aveva una percentuale dei profitti, nel giro di pochi mesi si aprirono negozi Byte Shop a Santa Clara, San Jose, Palo Alto in California e Portland in Oregon. Nel marzo del 1976 fondò la Byte, Inc.

La catena Byte Shop fu il primo rivenditore dell'originale Apple I, al costo di 666,66$, ordinandone 50 prima della loro effettiva costruzione da parte di Steve Jobs e Steve Wozniak.